# Nacionalni park Manuel Antonio
Nacionalni park Manuel Antonio (španjolski: Parque Nacional Manuel Antonio ) je nacionalni park na pacifičkoj obali Kostarike. Nacionalni park se nalazi južno od gradova Quepos i Puntarenas i 132 km od glavnog grada Kostarike San Joséa. Osnovan je 1972. godine s površinom od 16,24 km2  te je najmanji kostarikanski nacionalni park, godišnje ga posjeti 150.000 posjetitelja, a poznat je po svojim prekrasnim plažama i pješačkim stazama. Magazin Forbes ga je 2011. stavio na popis 12 svjetskih najljepših nacionalnih parkova.
Četiri plaže nalaze se unutar granica parka: Manuel Antonio, Espadilla Sur, Teldoro i Playita. Sa svojim velikim svijetlim pijeskom privlače posjetitelje svih uzrasta. 
Iako je Manuel Antonio najmanji kostarikanski nacionalni park ima veliku raznolikost biljnog i životinjskog svijeta u parku obitava 109 vrsta sisavaca i 184 vrste ptica.

## Vanjske poveznice
- Nacionalni park Manuel Antonio  Arhivirana inačica izvorne stranice od 29. siječnja 2013. (Wayback Machine)